# Deutzia glauca
Deutzia glauca là một loài thực vật có hoa trong họ Tú cầu. Loài này được W.C.Cheng mô tả khoa học đầu tiên năm 1935.